# Albert Seba

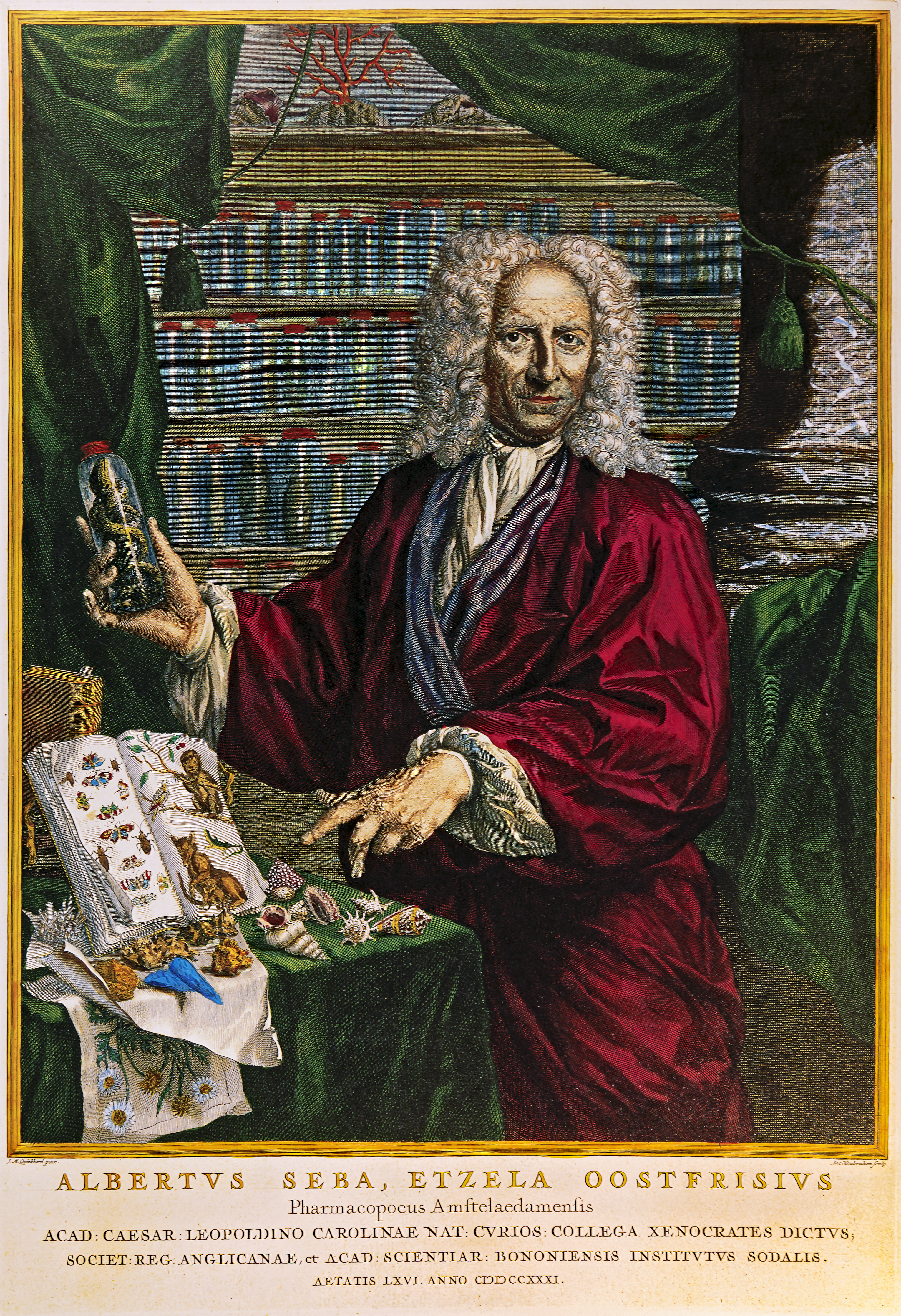
Albertus Seba. Kupferstich von Jacobus Houbraken, 1731.

Albert Seba (auch Albertus Seba; * 12. Mai 1665 in Etzel bei Friedeburg in Ostfriesland; † 3. Mai 1736 in Amsterdam) war ein deutsch-holländischer Apotheker und berühmter Naturaliensammler. Als Herausgeber des „Thesaurus“, einer umfangreichen Buchausgabe mit Darstellungen und Beschreibungen aller Objekte seiner Sammlung, gehörte er zu den Vorläufern der großen Enzyklopädisten des 18. Jahrhunderts Denis Diderot und Jean Baptiste le Rond d’Alembert.

## Jugend und Ausbildung
Albert Seba war der Sohn des Landwirts Johann Wilken Seba und seiner Ehefrau Grete Albers. Sein Dorfschullehrer erkannte die ungewöhnliche Begabung des Jungen und erteilte ihm zusätzlichen Unterricht in Latein und in den Naturwissenschaften, für die sich Seba besonders interessierte. Die Ausbildung als Apotheker begann er erst im Alter von 19 Jahren im nahe gelegenen Neustadtgödens, einer ostfriesischen Siedlung holländischer Mennoniten, wo er auch deren Sprache erlernte. Nach einjähriger Grundausbildung wechselte er nach Groningen und nach einem weiteren Jahr zum Amsterdamer Apotheker Cornelis van der Veer, bei dem er nach nochmals einjähriger Lehrzeit Apothekergeselle wurde. Danach arbeitete er jeweils drei Jahre lang in Amsterdam, Nürnberg und Straßburg. Zurück in Amsterdam, bestand er am 11. Juni 1697 sein Examen als Apotheker.

## Berufsausübung

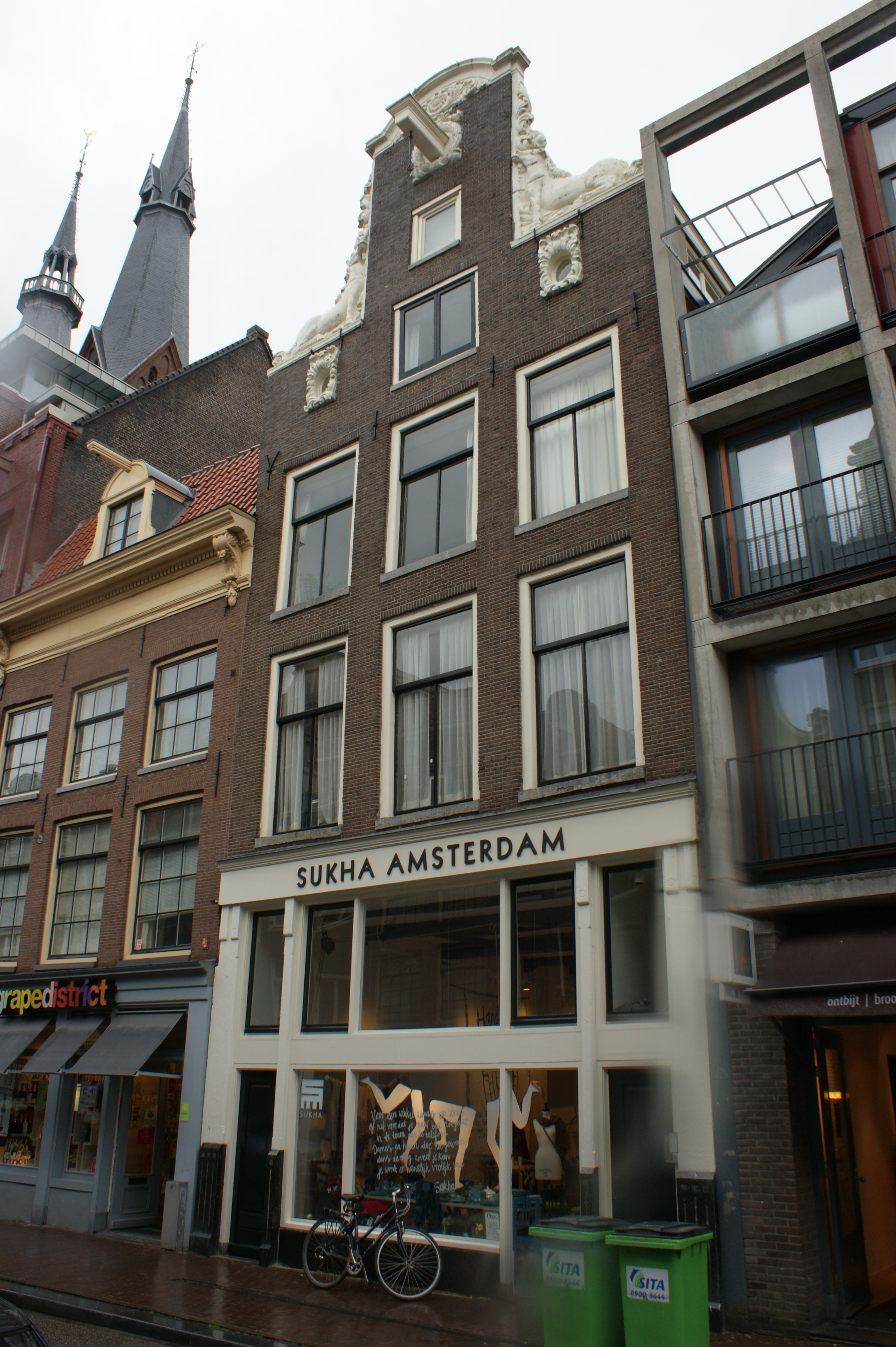
Haarlemmerstraat 110 mit zwei Einhörnen (?) auf der Fassade

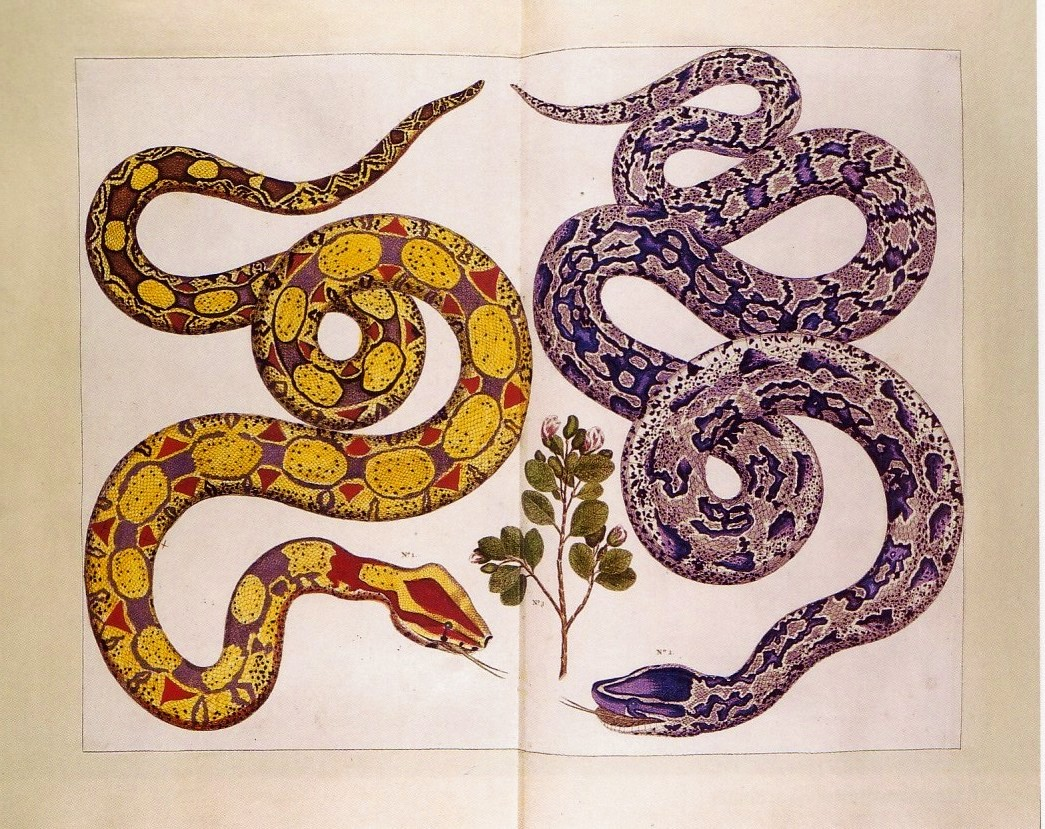
Manballa-Schlangen. Bildtafel aus dem „Thesaurus“ von Albertus Seba

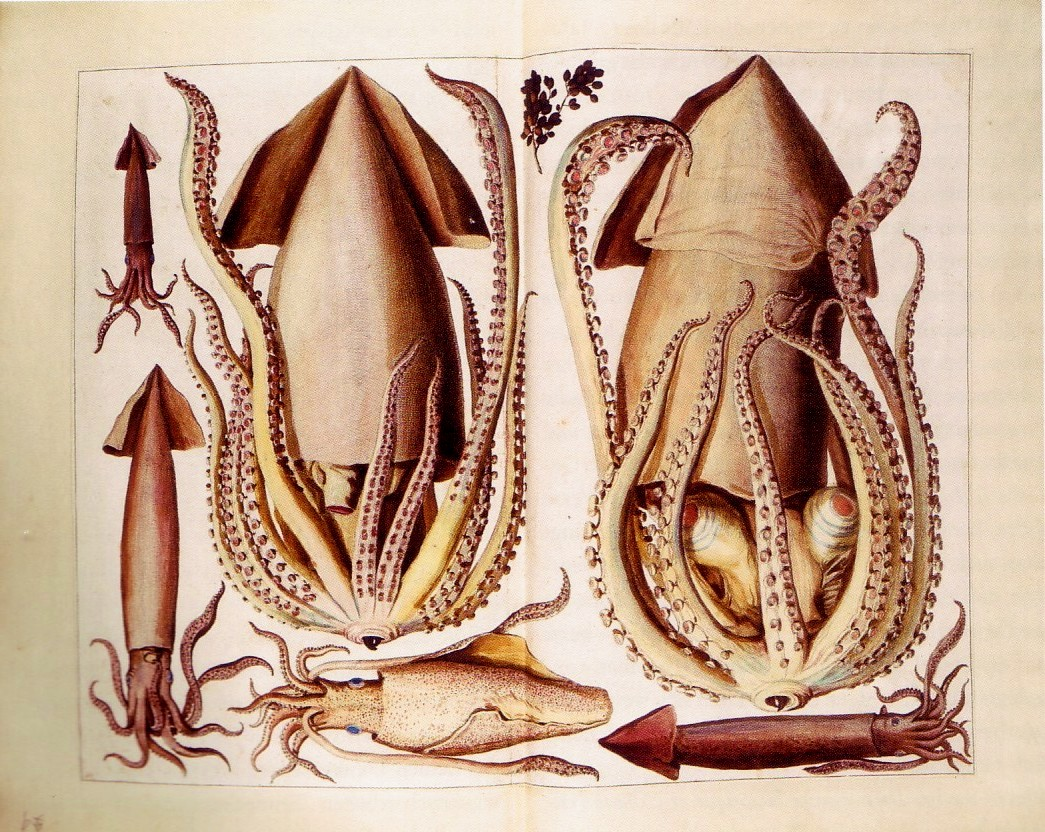
Tintenfische (sepia). Bildtafel aus dem „Thesaurus“ von Albertus Seba

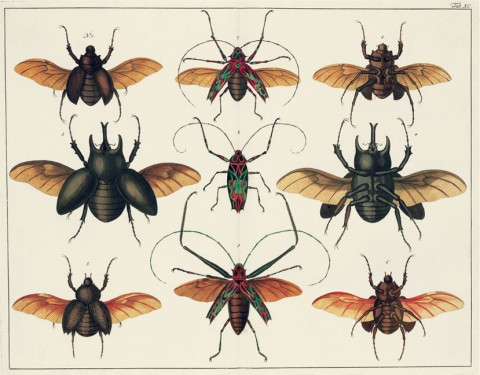
Insekten. Bildtafel aus dem „Thesaurus“ von Albertus Seba

Im Juni 1698 heiratete Seba die Tochter eines Kollegen, Anna Loopes. Die Eheleute bekamen in den folgenden zwölf Jahren vier Töchter. Im Februar 1700 erwarb der Apotheker ein geräumiges Haus in Hafennähe am Haarlemerdijk für sein Ladengeschäft und seine wachsende Familie sowie für Gesellen und Lehrlinge, die bei ihm beschäftigt waren. Die Straße heißt heute Haarlemmerstraat, das Haus Nr. 110 ist äußerlich unverändert geblieben. Mit seinem Unternehmen, das er „De Duitsche Apotheek“ (Die Deutsche Apotheke) nannte, war Seba sehr bald erfolgreich und entsprechend wohlhabend. Er nutzte geschickt die Möglichkeiten der Hafenstadt Amsterdam, gründete zusätzlich zum traditionellen Ladenverkauf einen Groß- und Fernhandel mit Arzneimitteln und belieferte schließlich sogar den Hof des russischen Zaren in Sankt Petersburg. Sein Vermögen erlaubte es ihm, der Kirche seiner Heimatgemeinde ein reich verziertes Taufbecken und zwei Gemälde zu schenken. Heute erinnert ein Platz mit Gedenkstein in Etzel an Albertus Seba. Er starb 1736 an den Nachwirkungen einer Nierenkolik und wurde auf dem Friedhof der Amsterdamer Westerkerk beigesetzt.

## Sammeltätigkeit
Schon früh begann Seba, eine Sammlung von „Naturalien“ anzulegen, darunter verstand man vor allem präparierte Tiere und Pflanzen, aber auch Mineralien. Amsterdam war eine Metropole des Überseehandels und daher besonders dafür geeignet, eine solche Kollektion zusammenzutragen. Häufig trafen Schiffe mit Waren aus fernen Erdregionen ein, Seba selbst importierte exotische Kräuter und Pulver. Zu seinem umfangreichen Kundenkreis gehörten zahlreiche Seeleute, deren Krankheiten und Erschöpfungszustände nach monatelanger Fahrt er behandelte, oft schon bevor sie von Bord gegangen waren. Er fragte nach interessanten Objekten, die sie als Kuriositäten mitgebracht hatten – ausgestopfte oder in Alkohol eingelegte Tiere, Muschelschalen oder Schmetterlinge, Wurzeln und Früchte…, die er dann kaufte oder mit denen er sich seine medizinische Hilfe bezahlen ließ. Manche Anmerkungen im „Thesaurus“ deuten darauf hin, dass Seba mit Kontaktpersonen in Übersee – z. B. aus Sri Lanka, Virginia oder Grönland – korrespondierte und von ihnen bestimmte Exemplare erhielt. Mit anderen Sammlern tauschte er Duplikate aus oder verkaufte sie, dank der ihm eigenen Geschäftstüchtigkeit, mit Gewinn.
Auf diese Weise entstand in relativ kurzer Zeit eine Sammlung, deren Ruf weit über die Grenzen Amsterdams hinausreichte. In früheren Jahrhunderten waren Sammlungen bemerkenswerter Objekte eine Liebhaberei des Hochadels gewesen, neben Waffen, Kunstwerken und kunsthandwerklichen Erzeugnissen enthielten diese „Wunderkammern“ nach und nach auch Raritäten natürlichen Ursprungs. In der zweiten Hälfte des 16. Jahrhunderts begannen auch wohlhabende Bürger, sich derartige Kuriositätenkabinette zu leisten. Späteren Generationen erschien die Zusammenstellung so unterschiedlicher und ungeordneter Objekte nur noch kurios, ihr Zweck schwer begreiflich. Zur Zeit ihrer Entstehung, in einer Welt, die schnell und stetig komplexer wurde, erlaubten diese Mikrokosmen immerhin einen Blick auf die Vielfalt der Erscheinungen, eröffneten erste Möglichkeiten, vergleichende Betrachtungen anzustellen und Zusammenhänge zu erkennen. Um 1700 erhielten diese Sammlungen dann allmählich eine neue, wissenschaftliche Ausrichtung. In dieser Übergangsphase legte Seba seine Naturalienkollektion an.
Er präsentierte zwar auch noch, als Zugeständnis an die Sensationslust, eine siebenköpfige Schlange – eine recht überzeugende, von Seeleuten aus Korallen angefertigte Fälschung –, trug aber im Allgemeinen seine Sammlung sehr sorgfältig und systematisch zusammen. Dabei wurden Tiere und Pflanzen nicht mehr willkürlich zusammengestellt, sondern nach ihrer äußeren Erscheinung geordnet. Aus der vergleichenden Betrachtung ergab sich die Frage nach der jeweiligen Funktion, nach der Lebensweise von Tieren und Pflanzen – eine bisher ungewohnte Sichtweise. Den Weg zu dieser neuen Art der Betrachtung hatte kurz zuvor Maria Sibylla Merian gewiesen, die 1699 nach Surinam gereist war, um dort Insekten zu beobachten und zu zeichnen. Auf den Kupferstichen ihres Buches „Metamorphosis insectorum Surinamensium“ stellte sie die Tiere in ihrer natürlichen Umgebung dar, mit ihren Futterpflanzen und in den verschiedenen Stadien ihres Lebenszyklus.
1716 konnte Seba seine Sammlung an den russischen Zaren Peter I. verkaufen, an dessen Hof er seit einigen Jahren umfangreiche Sendungen Arzneimittel lieferte. Der Zar war bestrebt, sein in vielen Belangen rückständiges Reich nach Westen zu öffnen und unternahm Informationsreisen in westeuropäische Länder. Seba hatte davon gehört, dass der Zar Holland besuchen und dort auch einiges für seine eigene Wunderkammer erwerben wollte. Dem Leibarzt des Zaren, Robert Erskine (1674–1718), schickte er vorab eine genaue Aufstellung seiner Exponate zu. Der Zar kaufte die Sammlung vollständig auf, sie ist teilweise noch heute in der St. Petersburger Eremitage zu sehen. Den sehr hohen Verkaufserlös von 15.000 Gulden nutzte Seba umgehend zum Aufbau einer neuen Sammlung. Anders als zuvor trennte er sich nicht mehr von einzelnen Stücken, bevor er ein annähernd gleichwertiges Exemplar gefunden hatte; interessierte Käufer mussten Geduld haben und erhielten dann das etwas weniger attraktive Objekt. Die bald sehr umfangreiche Kollektion erregte unter Wissenschaftlern europaweit Aufsehen. Peter der Große besichtigte die neue Sammlung in seiner Wohnung. Der Sammler führte eine ausgedehnte Korrespondenz mit Gleichgesinnten. Seba wurde Mitglied der Akademie von Bologna (1722), am 24. Mai 1727 mit dem akademischen Beinamen Xenokrates der deutschen Academia Naturae Curiosorum - Leopoldina (Matrikel-Nr. 398) und der „Royal Society“ in London (1728). Aufsätze von ihm wurden in den Schriften dieser Institutionen veröffentlicht.
Ein generelles Problem bei der Aufbewahrung organischer Objekte bestand darin, diese haltbar zu machen. Die entsprechenden Methoden wurden anderen Disziplinen, wie der Medizin, entlehnt und weiter entwickelt. Ein mit Seba befreundeter Botaniker Frederik Ruysch hatte eine Technik entwickelt, menschliche Leichname so zu konservieren, dass sie wie lebendig wirkten. Er hielt sein Verfahren geheim, es ist aber mehr als wahrscheinlich, dass Seba Kenntnis davon bekam und es auf seine Präparate anwenden konnte. Er selbst erfand und veröffentlichte eine Methode, Blätter durch beschleunigte Alterung zu skelettieren und ihre feinsten Strukturen sichtbar zu machen.

## Der „Thesaurus“

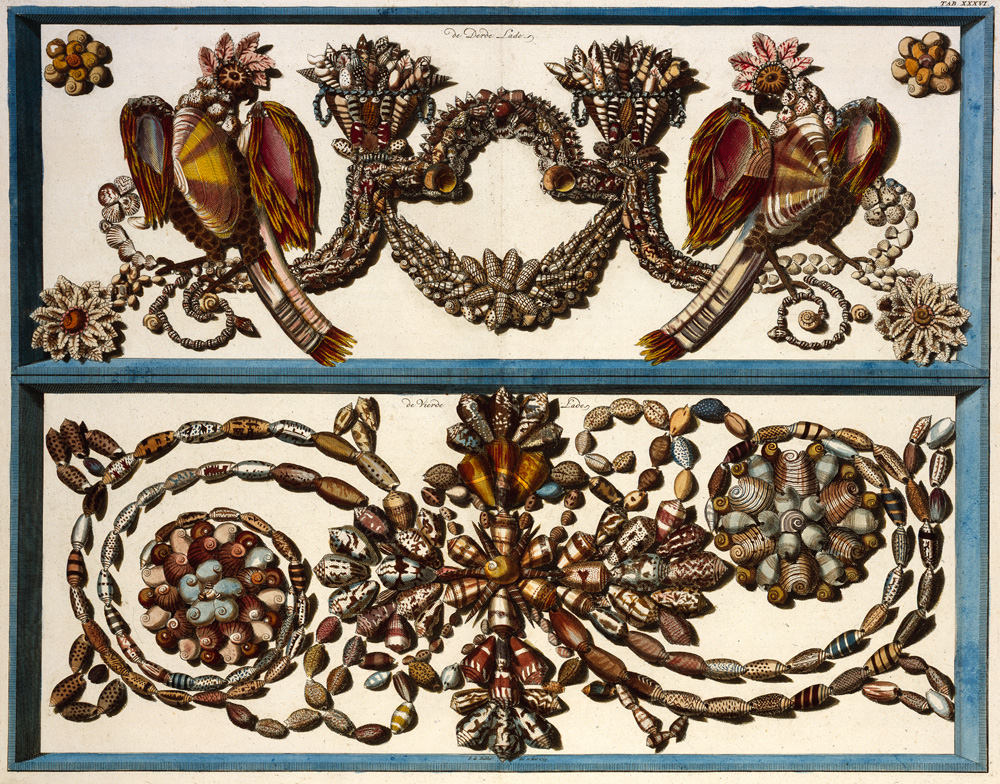
Muscheln in ornamentaler Anordnung. Bildtafel aus dem „Thesaurus“ von Albertus Seba

Um 1730 beschloss Albertus Seba, seine Sammlung in Buchform darzustellen und zu veröffentlichen. Am 30. Oktober 1731 unterschrieben er und die Beauftragten zweier Verlagshäuser, die das Werk in Kooperation herausbringen wollten, den Vertrag über das kostspielige Projekt. Danach hatte Seba ein Drittel der Geldmittel bereitzustellen, der Rest der Produktionskosten wurde durch Subskription beschafft – wer im Voraus zahlte, erhielt einen Rabatt von 30 % auf den späteren Verkaufspreis.
In der Folge arbeiteten mindestens 13 Zeichner und Kupferstecher jahrelang an der Ausführung der 446 großformatigen Tafeln. Die Namen einiger der bekannten Kupferstecher waren: Houbraken (von dem auch das Porträt Sebas im „Thesaurus“ stammt), Tanjé, de Bakker, van der Laan, Punt. Für die Zeichnungen wurden auch Vorlagen anderer Sammler benutzt. Auch an den Texten sollen andere Naturforscher beteiligt gewesen sein, genannt werden die Namen Hieronymus David Gaub (1705–1780), Pieter van Musschenbroek, Louis de Jaucourt und Jean-Baptiste-René Robinet. Ursprünglich wurden die Bildtafeln nur als Schwarz-Weiß-Drucke publiziert. Die ästhetisch reizvolle und für das Verständnis wichtige Farbgebung kam nachträglich hinzu – offenbar mussten die Käufer sie auf eigene Kosten von spezialisierten Koloristen anfertigen lassen.
Der „Thesaurus“ (griech./lat.: der Schatz. Zeitübliche Bezeichnung für wissenschaftliche Sammelwerke) umfasste schließlich vier in Leder gebundene Bände im Format Folio groß (gr. 2°), jeweils 48 cm hoch und 32 cm breit. Die ersten beiden Bände erschienen als lateinisch-holländische und lateinisch-französische Ausgaben 1734 und 1735, die anderen erst 1758 und 1765, lange nach dem Tode Sebas. Seine Erben mussten die beispiellose Naturaliensammlung, die er hinterlassen hatte, auflösen und 1752 versteigern, um die Veröffentlichung der letzten Bände zu finanzieren. Der erste Band zeigt auf mehreren Seiten Abbildungen von Sebas speziell präparierten Blättern, es folgen Pflanzen und Tiere aus Amerika und Asien. Im zweiten Band werden hauptsächlich Schlangen beschrieben, dazu einige Pflanzen und weitere Tiere – zur Dekoration und um den Lebensraum der Schlangen zu illustrieren. Band drei enthält Meerestiere: Fische, Muscheln, Seesterne, Tintenfische und Seeigel. In Band vier finden sich auf knapp 100 Tafeln Insekten, dazu kommen einige Seiten mit Mineralien und Fossilien.
Obwohl die Naturwissenschaften, vor allem Zoologie und Mineralogie sich im 18. Jahrhundert sprunghaft entwickelten, waren die Kenntnisse noch lückenhaft. Dem „Thesaurus“ des Albertus Seba fehlte es auch noch an methodischer Konsequenz. Reguläre Vertreter einer Tiergattung, zufällige Mutationen und nicht existierende Formen – wie etwa fliegende Katzen – standen gleichrangig nebeneinander. Der hoch entwickelten Ästhetik der Farbtafeln fiel zuweilen die naturwissenschaftliche Genauigkeit zum Opfer. Tiere und Pflanzen ganz unterschiedlicher Regionen erschienen in gemeinsamen Kompositionen. Andererseits wurden verbreitete Irrtümer widerlegt: statt des legendären Basilisken, halb Hahn, halb Drache und mit todbringendem Blick ausgestattet, gab es nun die Beschreibung der realen Basilisken, einer Gattung aus der Familie der Leguane. Insgesamt war der „Thesaurus“ eine ganz außerordentliche Leistung. Als frühes Standardwerk der Biologie gehörte er zum Bestand aller Universitätsbibliotheken. Derart umfassend war der Artenreichtum der Erde bisher nicht gezeigt worden, viele Wissenschaftler benutzten das Werk für ihre Arbeit. Der schwedische Botaniker Carl von Linné (Carolus Linnaeus) hatte während seines Aufenthalts in Holland Kontakt mit Seba. In seiner grundlegenden Arbeit Systema Naturae verwies er insgesamt 284-mal auf Sebas „Thesaurus“.

## Schriften (Auswahl)

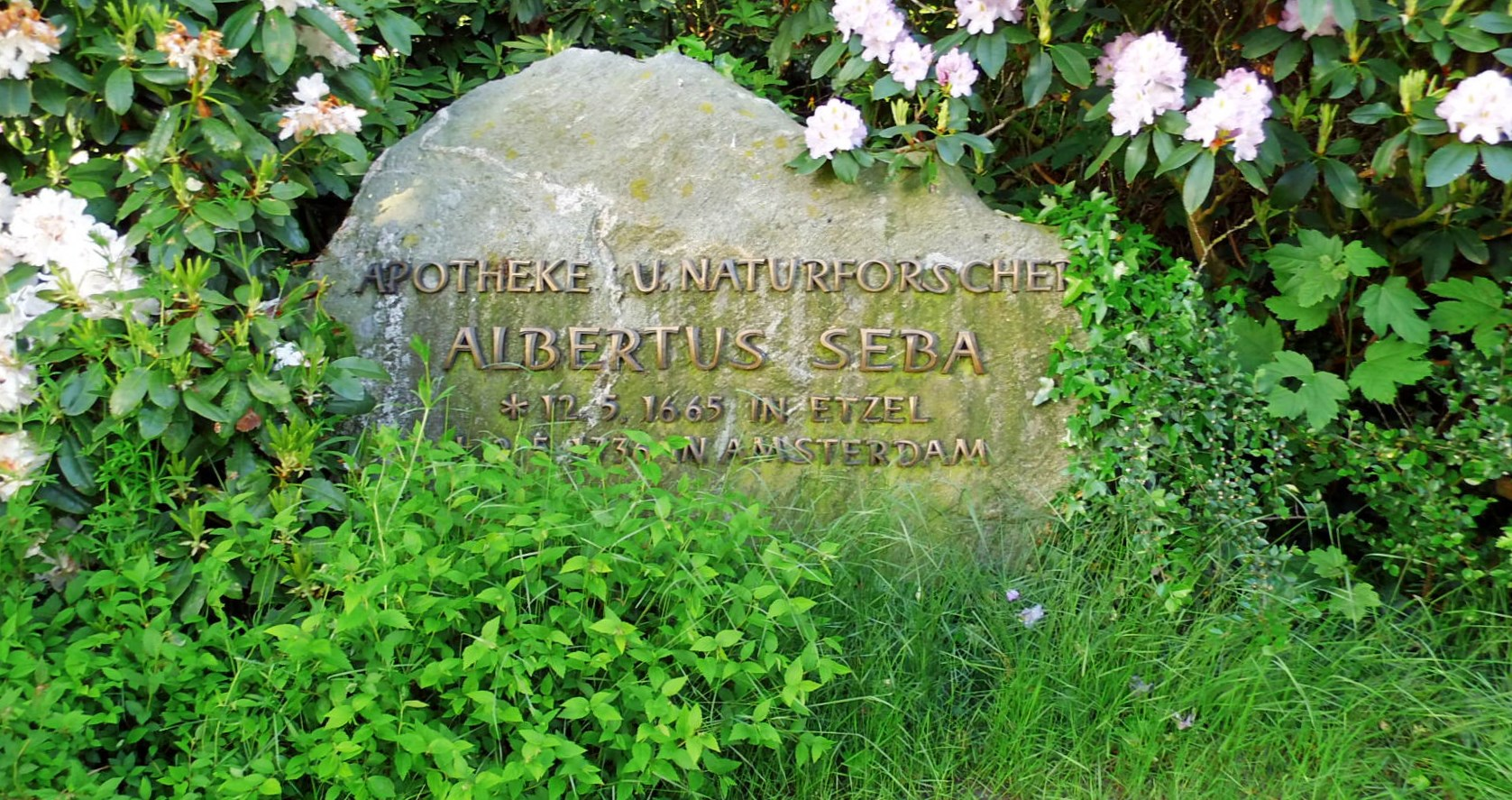
Gedenkstein für Albert Seba in seiner Heimatgemeinde Etzel

- (Der „Thesaurus“): Locupletissimi rerum naturalium thesauri accurata descriptio, et iconibus artificiosissimis expressio, per universam physices historiam … Ex toto terrarum orbe collegit, digessit, descripsit et depingendam curavit Albertus Seba Etzela Ostfrisius …[1] Digitalisat
- (Über Zimt und seine pharmazeutischen Verwendungsmöglichkeiten): An account of the Cinnamon tree in Ceylon and its several sorts, communicated by the Chief Inspector of the Cinnamon Trade and Manufacture in that Island to Albertus Seba, a noted druggist at Amsterdam …[1] Digitalisat
- The anatomical preparation of Vegetables …[1] Digitalisat
- Historia exoticorum quorundam medicamentorum simplicium …[1]

## Trivia
Auf dem Schiffstransport der Naturaliensammlung nach St. Petersburg wurde der reine Alkohol der Tierpräparate zum Teil als Trinkalkohol zweckentfremdet. Mehrere Exponate verdarben und mussten nachbestellt werden.
Ein Exemplar seines prächtigen „Thesaurus“ schickte Seba seinen Angehörigen nach Etzel. Dort fand man eine unerwartete Verwendung dafür: die herausgetrennten Seiten wurden benutzt, um Zimmerwände zu tapezieren.
Einige Zeichnungen seines Werks wurden auf dem Cover der Maxi-Single Vom selben Stern des deutschen Pop-Duos Ich + Ich abgebildet.